# 55555 DNA
دي أن أي (ويعرف أيضًا باسم 55555 دي أن أي وفق تسمية الكوكب الصغير) (بالإنجليزية: DNA)‏ هو كويكب ضمن حزام الكويكبات؛ وترتيبه 55555 من حيث الاكتشاف.
اكتُشف هذا الجُرم الفلكي بواسطة Charles W. Juels ‏ في 19 ديسمبر 2001، وأُطلق عليه هذا الاسم نسبةً إلى حمض نووي ريبوزي منقوص الأكسجين.

## وصلات خارجية
- 55555 DNA في قاعدة بيانات مختبر الدفع النفاث لأجرام النظام الشمسي الصغيرة

- الاكتشاف · مخطط المدار ·  العناصر المدارية · المعلمات المادية

- 55555 DNA على موقع ويكي سكاي: DSS2, SDSS, GALEX, IRAS, Hydrogen α, X-Ray, Astrophoto, Sky Map, Articles and images